# Bo Martinsen
Bo Martinsen (* 9. Januar 1975) ist ein grönländischer Politiker (Demokraatit).

## Leben
Bo Martinsen hat Arbeitserfahrung als Taxifahrer, Suchtberater und Autowerkstattbesitzer. Er kandidierte erstmals bei der Parlamentswahl in Grönland 2018 und erreichte den dritten Nachrückerplatz der Demokraatit. Von dort aus saß er ab September 2020 im Inatsisartut. Bei der Parlamentswahl 2021 wurde er nicht gewählt. Bei der Wahl 2025 erhielt er noch weniger Stimmen als vier Jahre zuvor, erreichte aber dennoch den vierten Nachrückerplatz seiner Partei. Von dort aus wurde er für die beurlaubten Minister seiner Partei ins Inatsisartut berufen.